# Pál Csáky
Pál Csáky (ur. 21 marca 1956 w Šahach) – słowacki polityk narodowości węgierskiej, przewodniczący Partii Węgierskiej Koalicji (2007–2010), wicepremier w rządach Mikuláša Dzurindy (1998–2006), deputowany do Parlamentu Europejskiego VIII kadencji.

## Życiorys
W latach 1976–1980 studiował chemię organiczną w VŠCHT w Pardubicach, po czym pracował jako inżynier-technolog w przedsiębiorstwie LEVITEX w Levicach. Po zmianach ustrojowych w Czechosłowacji zaangażował się w działalność polityczną, zostając wiceprzewodniczącym Węgierskiego Ruchu Chrześcijańsko–Demokratycznego (1991–1998). W 1990 został wybrany do Słowackiej Rady Narodowej, gdzie od 1992 pełnił obowiązki przewodniczącego frakcji MKDH (do 1998). Był delegatem do Zgromadzenia Parlamentarnego Rady Europy (1992–1998). Po raz kolejny wybierany do parlamentu w latach 1992, 1994, 1998, 2002 i 2006. W pierwszym rządzie Mikuláša Dzurindy objął stanowisko wicepremiera ds. praw człowieka, mniejszości oraz rozwoju regionalnego (1998–2002). W kolejnym gabinecie Mikuláša Dzurindy pełnił obowiązki wicepremiera ds. stosunków z Europą, praw człowieka oraz mniejszości (2002–2006).
W 1998 został wiceprzewodniczącym Partii Węgierskiej Koalicji (do 2007). W 2007 wybrano go na przewodniczącego ugrupowania. Dzień po przegranych przez partię wyborach z 12 czerwca 2010 podał się do dymisji. W 2014 jako kandydat Partii Społeczności Węgierskiej (powstałej z przemianowania Partii Węgierskiej Koalicji) został wybrany do Europarlamentu VIII kadencji.